# 1230년대
1230년대는 1230년부터 1239년까지를 가리킨다.